# Tottenham Hotspur Football Club Women 2019-2020
Questa voce raccoglie le informazioni riguardanti il Tottenham Hotspur Football Club Women nelle competizioni ufficiali della stagione 2019-2020.

## Stagione

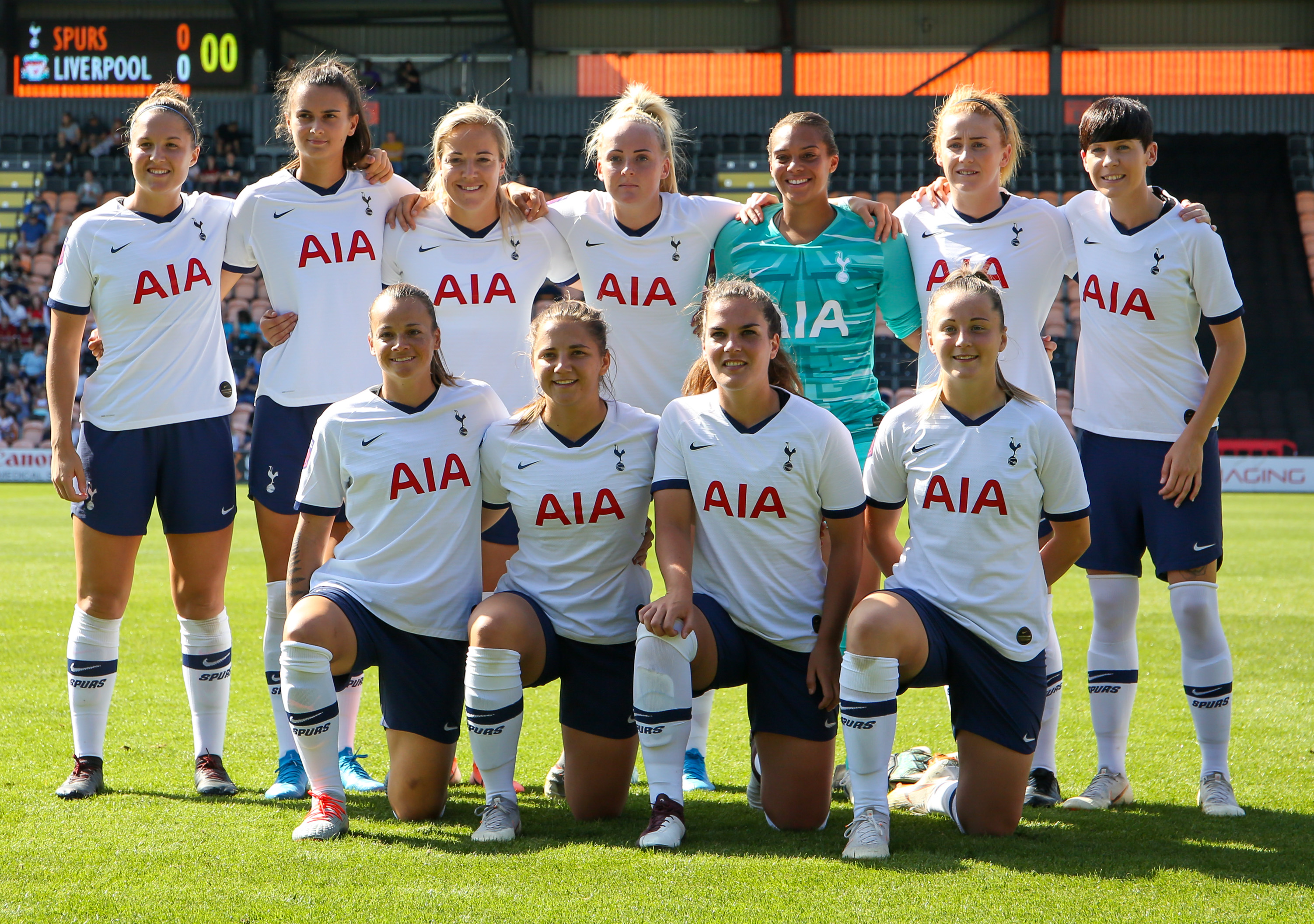
Formazione del Tottenham prima della partita col Liverpool, valida per la seconda giornata di Super League.

La stagione ha segnato l'esordio del Tottenham Hotspur nella massima serie del campionato inglese. A inizio stagione Wendy Martin si è ritirata dal calcio agonistico dopo 8 stagioni con gli Spurs e 168 presenze e 89 reti complessive, mentre Bianca Baptiste ha cambiato squadra dopo 9 stagioni con gli Spurs e 187 presenze e 82 reti complessive. La stagione è stata caratterizzata dallo scoppio della pandemia di COVID-19 nel mese di marzo 2020, che ha portato a un'iniziale sospensione di tutte le competizioni, per poi arrivare a una sospensione definitiva il successivo 25 maggio. La classifica della FA Women's Super League venne stilata in base al rapporto punti conquistati su partite disputate, e il Tottenham venne declassato in settima posizione, mentre era al sesto posto al momento della sospensione del torneo, ossia dopo quindici partite disputate.
Nel corso della stagione la squadra ha giocato i tre derby di Londra negli stadi solitamente utilizzati dalla controparte maschile, facendo registrare alte affluenze di spettatori: 24 564 spettatori allo Stamford Bridge in casa del Chelsea, 24 790 spettatori al London Stadium in casa del West Ham, 38 262 spettatori al Tottenham Hotspur Stadium ospitando l'Arsenal. Quest'ultima partita fece registrare il nuovo record di presenze per la FA Women's Super League, battuto tre anni dopo dalla sfida tra le stesse squadre all'Emirates Stadium.
Anche la FA Women's Cup ha subito una riprogrammazione con le partite dai quarti di finale in poi disputatesi nel mese di settembre 2020; la squadra, che era partita dal quarto turno, è arrivata ai quarti di finale, dove è stata sconfitta dall'Arsenal. In FA Women's League Cup la squadra non ha superato la fase a gruppi, avendo concluso il proprio raggruppamento al quarto posto.

## Maglie e sponsor
Le tenute di gioco solo le stesse adottate dal Tottenham maschile.
| Casa | Trasferta | Terza divisa |

## Rosa
| N. |                          | Ruolo | Calciatrice                |
| -- | ------------------------ | ----- | -------------------------- |
| 1  | Inghilterra (bandiera)   | P     | Chloe Morgan               |
| 2  | Spagna (bandiera)        | D     | Lucía León                 |
| 3  | Nuova Zelanda (bandiera) | D     | Ria Percival               |
| 4  | Galles (bandiera)        | C     | Josie Green                |
| 5  | Inghilterra (bandiera)   | C     | Sophie McLean              |
| 6  | Inghilterra (bandiera)   | C     | Anna Filbey                |
| 7  | Inghilterra (bandiera)   | A     | Gemma Davison              |
| 8  | Inghilterra (bandiera)   | C     | Chloe Peplow               |
| 9  | Inghilterra (bandiera)   | A     | Rianna Dean                |
| 10 | Inghilterra (bandiera)   | C     | Coral-Jade Haines          |
| 11 | Inghilterra (bandiera)   | D     | Jenna Schillaci (capitano) |
| 12 | Galles (bandiera)        | C     | Megan Wynne                |
| 14 | Inghilterra (bandiera)   | A     | Angela Addison             |

| N. |                             | Ruolo | Calciatrice      |
| -- | --------------------------- | ----- | ---------------- |
| 15 | Paesi Bassi (bandiera)      | D     | Siri Worm        |
| 16 | Inghilterra (bandiera)      | A     | Kit Graham       |
| 17 | Inghilterra (bandiera)      | A     | Jessica Naz      |
| 19 | Inghilterra (bandiera)      | A     | Lucy Quinn       |
| 21 | Scozia (bandiera)           | D     | Emma Mitchell    |
| 22 | Inghilterra (bandiera)      | P     | Rebecca Spencer  |
| 23 | Inghilterra (bandiera)      | A     | Rosella Ayane    |
| 25 | Inghilterra (bandiera)      | D     | Hannah Godfrey   |
| 27 | Irlanda del Nord (bandiera) | D     | Rachel Furness   |
| 29 | Inghilterra (bandiera)      | D     | Ashleigh Neville |
| 30 | Inghilterra (bandiera)      | C     | Renea Jarrett    |
| 31 | Inghilterra (bandiera)      | D     | Sofia Stovold    |
| 33 | Inghilterra (bandiera)      | C     | Elisha Sulola    |

## Calciomercato

### Sessione estiva
| Acquisti | Acquisti        | Acquisti           | Acquisti |
| R.       | Nome            | da                 | Modalità |
| -------- | --------------- | ------------------ | -------- |
| P        | Rebecca Spencer | West Ham           | [ 12 ]   |
| D        | Hannah Godfrey  | S. Alabama Jaguars | [ 13 ]   |
| D        | Ria Percival    | West Ham           | [ 12 ]   |
| D        | Siri Worm       | Everton            | [ 12 ]   |
| C        | Rachel Furness  | Reading            | prestito |
| C        | Chloe Peplow    | Brighton & Hove    | [ 12 ]   |
| A        | Rosella Ayane   | Bristol City       | [ 12 ]   |
| A        | Gemma Davison   | Reading            | [ 12 ]   |
| A        | Kit Graham      | Charlton Athletic  | [ 15 ]   |
| A        | Lucy Quinn      | Birmingham City    | [ 12 ]   |

| Cessioni | Cessioni        | Cessioni          | Cessioni |
| R.       | Nome            | a                 | Modalità |
| -------- | --------------- | ----------------- | -------- |
| P        | Emma Gibbon     | Crystal Palace    | [ 1 ]    |
| P        | Grace Staunton  | Navarro Bulldogs  | [ 16 ]   |
| D        | Anne Meiwald    | Watford           | [ 1 ]    |
| D        | Reneé Hector    | Charlton Athletic | [ 1 ]    |
| D        | Ryah Vyse       | Watford           | [ 1 ]    |
| C        | Emma Beckett    | Watford           | [ 1 ]    |
| C        | Wendy Martin    |                   | ritirata |
| C        | Maya Vio        |                   | ritirata |
| A        | Bianca Baptiste | Crystal Palace    | [ 1 ]    |
| A        | Sarah Wiltshire | Yeovil Town       | [ 1 ]    |

### Sessione invernale
| Acquisti | Acquisti      | Acquisti | Acquisti |
| R.       | Nome          | da       | Modalità |
| -------- | ------------- | -------- | -------- |
| C        | Emma Mitchell | Arsenal  | prestito |

| Cessioni | Cessioni       | Cessioni     | Cessioni      |
| R.       | Nome           | a            | Modalità      |
| -------- | -------------- | ------------ | ------------- |
| C        | Megan Wynne    | Bristol City | prestito      |
| A        | Rachel Furness | Reading      | fine prestito |

## Risultati

### FA Women's Super League

#### Girone di andata
| Arbitro: | Fearn |

|            |           |  |
| England 4’ | Marcatori |  |

| Arbitro: | Atkin |

|                      |           |  |
| Furness 45+1’ (rig.) | Marcatori |  |

| Arbitro: | Byrne |

|  |           |                    |
|  | Marcatori | 36’ Dean 84’ Quinn |

| Arbitro: | Dowle |

|  |           |                                          |
|  | Marcatori | 13’ Hanson 52’ (aut.) Neville 90+2’ Ross |

| Arbitro: | Lamport |

|              |           |                 |
| Harrison 39’ | Marcatori | 63’, 64’ Graham |

| Arbitro: | Byrne |

|  |           |                        |
|  | Marcatori | 66’ Little 82’ Miedema |

| Arbitro: | Barlow |

|                                         |           |           |
| Pike 7’ Filbey 26’ (aut.) L. Graham 56’ | Marcatori | 19’ Quinn |

| Arbitro: | Simms |

|           |           |            |
| Grant 22’ | Marcatori | 73’ Graham |

| Arbitro: | Heaslip |

|                     |           |  |
| Williams 57’ (aut.) | Marcatori |  |

| Arbitro: | Pearson |

|                                     |           |          |
| Allen 87’ Potter 77’ Eikeland 90+9’ | Marcatori | 52’ Worm |

| Arbitro: | Conley |

|                 |           |                                  |
| Dean 20’ (rig.) | Marcatori | 2’, 27’ Bremer 5’ White 44’ Hemp |

#### Girone di ritorno
| Arbitro: | Oliver |

|                         |           |          |
| Mitchell 30’ Dean 90+6’ | Marcatori | 90’ Dali |

| Arbitro: | Duckworth |

|                                     |           |  |
| Zelem 58’ (rig.), 87’ Sigsworth 65’ | Marcatori |  |

| Harrow 2 febbraio 2020 14ª giornata | Tottenham | – Annullata | Bristol City | The Hive Stadium |

| Borehamwood 13 maggio 2020 15ª giornata | Arsenal | – Annullata | Tottenham | Meadow Park |

| Arbitro: | Atkin |

|                          |           |                       |
| Addison 68’ Mitchell 78’ | Marcatori | 31’ Kelly 57’ Kaagman |

| Arbitro: | Saunders |

|  |           |                 |
|  | Marcatori | 66’ (rig.) Dean |

| Harrow 22 marzo 2020 18ª giornata | Tottenham | – Annullata | Birmingham City | The Hive Stadium |

| Harrow 29 marzo 2020 19ª giornata | Tottenham | – Annullata | Chelsea | The Hive Stadium |

| Birkenhead 5 aprile 2020 20ª giornata | Liverpool | – Annullata | Tottenham | Prenton Park |

| Manchester 26 aprile 2020 21ª giornata | Manchester City | – Annullata | Tottenham | Manchester City Academy Stadium |

| Harrow 16 maggio 2020 22ª giornata | Tottenham | – Annullata | Reading | The Hive Stadium |

### FA Women's Cup
| Arbitro: | Whitton |

|                                                      |           |  |
| Dean 20’, 27’ (rig.) Worm 25’ Davison 58’ Sulola 65’ | Marcatori |  |

| Coventry 17 febbraio 2020 Quinto turno                                               | Coventry Utd | 0 – 5 referto                                      | Tottenham | Butts Park Arena |
| \| \| \| \| \| \| Marcatori \| 19’ Worm 28’ (rig.), 45’ (rig.), 90’ Dean 78’ León \| |              |                                                    |           |                  |
|                                                                                      |              |                                                    |           |                  |
|                                                                                      | Marcatori    | 19’ Worm 28’ (rig.), 45’ (rig.), 90’ Dean 78’ León |           |                  |

| Arbitro: | Whitton |

|                               |           |  |
| Nobbs 72’ Evans 73’, 84’, 90’ | Marcatori |  |

### FA Women's League Cup

#### Fase a gruppi
| Arbitro: | Whitton |

|  |           |                                                |
|  | Marcatori | 32’, 47’ Chaplen 54’ (aut.) Neville 55’ Farrow |

| Arbitro: | Simms |

|                               |                      |                                  |
| Thomas 90’ Dali 90+3’         | Marcatori            | 52’ Dean 83’ Green               |
| Flaherty Baunach A. Leon Dali | Tiri di rigore 2 – 4 | Peplow Quinn Graham Dean Furness |

| Arbitro: | Finnegan |

|  |           |                                |
|  | Marcatori | 6’ Filbey 83’ Graham 85’ Quinn |

| Arbitro: | Benn |

|                                                            |           |           |
| Spence 49’ Cuthbert 57’ (rig.) England 59’, 84’ Cooper 76’ | Marcatori | 78’ Ayane |

| Harrow 11 dicembre 2019, ore 19:30 UTC+0 Gruppo D - 5ª giornata                 | Tottenham | 6 – 0 referto | Lewes | The Hive Stadium |
| \| \| \| \| \| Quinn 14’, 22’ Addison 34’, 36’, 38’ León 63’ \| Marcatori \| \| |           |               |       |                  |
|                                                                                 |           |               |       |                  |
| Quinn 14’, 22’ Addison 34’, 36’, 38’ León 63’                                   | Marcatori |               |       |                  |

## Statistiche

### Statistiche di squadra
| Competizione            | Punti | In casa | In casa | In casa | In casa | In casa | In casa | In trasferta | In trasferta | In trasferta | In trasferta | In trasferta | In trasferta | Totale | Totale | Totale | Totale | Totale | Totale | DR |
| Competizione            | Punti | G       | V       | N       | P       | Gf      | Gs      | G            | V            | N            | P            | Gf           | Gs           | G      | V      | N      | P      | Gf     | Gs     | DR |
| ----------------------- | ----- | ------- | ------- | ------- | ------- | ------- | ------- | ------------ | ------------ | ------------ | ------------ | ------------ | ------------ | ------ | ------ | ------ | ------ | ------ | ------ | -- |
| FA Women's Super League | 20    | 7       | 3       | 1       | 3       | 7       | 12      | 8            | 3            | 1            | 4            | 8            | 12           | 15     | 6      | 2      | 7      | 15     | 24     | -9 |
| FA Women's Cup          | -     | 1       | 1       | 0       | 0       | 5       | 0       | 2            | 1            | 0            | 1            | 5            | 4            | 3      | 2      | 0      | 1      | 10     | 4      | +6 |
| FA Women's League Cup   | -     | 2       | 1       | 0       | 1       | 6       | 4       | 3            | 1            | 1            | 1            | 6            | 7            | 5      | 2      | 1      | 2      | 12     | 11     | +1 |
| Totale                  | -     | 10      | 5       | 1       | 4       | 18      | 16      | 13           | 5            | 2            | 6            | 19           | 23           | 23     | 10     | 3      | 10     | 37     | 39     | -2 |

### Andamento in campionato
| Giornata  | 1  | 2 | 3 | 4 | 5 | 6 | 7 | 8 | 9 | 10 | 11 | 12 | 13 | 14 | 15 | 16 | 17 | 18 | 19 | 20 | 21 | 22 |
| --------- | -- | - | - | - | - | - | - | - | - | -- | -- | -- | -- | -- | -- | -- | -- | -- | -- | -- | -- | -- |
| Luogo     | T  | C | T | C | T | C | T | T | C | T  | C  | C  | T  | C  | T  | C  | T  | C  | C  | T  | T  | C  |
| Risultato | P  | V | V | P | V | P | P | N | V | P  | P  | V  | P  | -  | -  | N  | V  | -  | -  | -  | -  | -  |
| Posizione | 12 | 6 | 5 | 8 | 6 | 6 | 7 | 7 | 6 | 7  | 7  | 5  | 7  | 7  | 7  | 7  | 6  | -  | -  | -  | -  | -  |

Legenda:

Luogo: C = Casa; T = Trasferta. Risultato: V = Vittoria; N = Pareggio; P = Sconfitta.

### Statistiche delle giocatrici
| Giocatore    | FA Women's Super League | FA Women's Super League | FA Women's Super League | FA Women's Super League | FA Women's Cup | FA Women's Cup | FA Women's Cup | FA Women's Cup | FA Women's League Cup | FA Women's League Cup | FA Women's League Cup | FA Women's League Cup | Totale   | Totale | Totale      | Totale     |
| Giocatore    | Presenze                | Reti                    | Ammonizioni             | Espulsioni              | Presenze       | Reti           | Ammonizioni    | Espulsioni     | Presenze              | Reti                  | Ammonizioni           | Espulsioni            | Presenze | Reti   | Ammonizioni | Espulsioni |
| ------------ | ----------------------- | ----------------------- | ----------------------- | ----------------------- | -------------- | -------------- | -------------- | -------------- | --------------------- | --------------------- | --------------------- | --------------------- | -------- | ------ | ----------- | ---------- |
| A. Addison   | 7                       | 1                       | 0                       | 0                       | 3              | 0              | 0              | 0              | 3                     | 3                     | 0                     | 0                     | 13       | 4      | 0           | 0          |
| R. Ayane     | 11                      | 0                       | 2                       | 1                       | 2              | 0              | 0              | 0              | 4                     | 1                     | 0                     | 0                     | 17       | 1      | 2           | 1          |
| G. Davison   | 12                      | 0                       | 0                       | 0                       | 3              | 1              | 0              | 0              | 3                     | 0                     | 0                     | 0                     | 18       | 1      | 0           | 0          |
| R. Dean      | 14                      | 4                       | 1                       | 0                       | 3              | 5              | 0              | 0              | 2                     | 1                     | 0                     | 0                     | 19       | 10     | 1           | 0          |
| A. Filbey    | 13                      | 0                       | 0                       | 0                       | 0              | 0              | 0              | 0              | 3                     | 1                     | 0                     | 0                     | 16       | 1      | 0           | 0          |
| R. Furness   | 9                       | 1                       | 3                       | 0                       | -              | -              | -              | -              | 2                     | 0                     | 0                     | 0                     | 11       | 1      | 3           | 0          |
| H. Godfrey   | 14                      | 0                       | 2                       | 0                       | 0              | 0              | 0              | 0              | 1                     | 0                     | 0                     | 0                     | 15       | 0      | 2           | 0          |
| K. Graham    | 14                      | 3                       | 1                       | 0                       | 2              | 0              | 0              | 0              | 4                     | 1                     | 0                     | 0                     | 20       | 4      | 1           | 0          |
| J. Green     | 14                      | 0                       | 4                       | 0                       | 2              | 0              | 0              | 0              | 3                     | 1                     | 0                     | 0                     | 19       | 1      | 4           | 0          |
| C-J. Haines  | 3                       | 0                       | 0                       | 0                       | 2              | 0              | 0              | 0              | 5                     | 0                     | 1                     | 0                     | 10       | 0      | 1           | 0          |
| K. Harrop    | -                       | -                       | -                       | -                       | 1              | 0              | 0              | 0              | -                     | -                     | -                     | -                     | 1        | 0      | 0           | 0          |
| R. Jarrett   | -                       | -                       | -                       | -                       | -              | -              | -              | -              | 1                     | 0                     | 0                     | 0                     | 1        | 0      | 0           | 0          |
| A. Kennedy   | -                       | -                       | -                       | -                       | 1              | 0              | 1              | 0              | -                     | -                     | -                     | -                     | 1        | 0      | 1           | 0          |
| L. León      | 5                       | 0                       | 2                       | 0                       | 3              | 1              | 0              | 0              | 5                     | 1                     | 1                     | 0                     | 13       | 2      | 3           | 0          |
| E. Mitchell  | 4                       | 2                       | 0                       | 0                       | 2              | 0              | 0              | 0              | -                     | -                     | -                     | -                     | 6        | 2      | 0           | 0          |
| C. Morgan    | 3                       | -6                      | 0                       | 0                       | 1              | 0              | 0              | 0              | 4                     | -7                    | 0                     | 0                     | 8        | -13    | 0           | 0          |
| J. Naz       | -                       | -                       | -                       | -                       | -              | -              | -              | -              | -                     | -                     | -                     | -                     | -        | -      | -           | -          |
| A. Neville   | 13                      | 0                       | 2                       | 0                       | 2              | 0              | 0              | 0              | 3                     | 0                     | 1                     | 0                     | 18       | 0      | 3           | 0          |
| C. Peplow    | 12                      | 0                       | 3                       | 0                       | 3              | 0              | 0              | 0              | 4                     | 0                     | 0                     | 0                     | 19       | 0      | 3           | 0          |
| R. Percival  | 14                      | 0                       | 2                       | 0                       | 2              | 0              | 0              | 0              | 4                     | 0                     | 1                     | 0                     | 20       | 0      | 3           | 0          |
| L. Quinn     | 15                      | 2                       | 0                       | 0                       | 3              | 0              | 0              | 0              | 4                     | 3                     | 0                     | 0                     | 22       | 5      | 0           | 0          |
| J. Schillaci | 3                       | 0                       | 1                       | 0                       | 2              | 0              | 0              | 0              | 5                     | 0                     | 0                     | 0                     | 10       | 0      | 1           | 0          |
| R. Spencer   | 14                      | -18                     | 0                       | 0                       | 2              | -4             | 0              | 0              | 1                     | -4                    | 0                     | 0                     | 17       | -26    | 0           | 0          |
| S. Stovold   | -                       | -                       | -                       | -                       | -              | -              | -              | -              | 1                     | 0                     | 0                     | 0                     | 1        | 0      | 0           | 0          |
| E. Sulola    | -                       | -                       | -                       | -                       | 1              | 1              | 0              | 0              | 1                     | 0                     | 0                     | 0                     | 2        | 1      | 0           | 0          |
| S. Worm      | 10                      | 1                       | 1                       | 0                       | 3              | 2              | 0              | 0              | 2                     | 0                     | 0                     | 0                     | 15       | 3      | 1           | 0          |
| M. Wynne     | 3                       | 0                       | 0                       | 0                       | -              | -              | -              | -              | 4                     | 0                     | 1                     | 0                     | 7        | 0      | 1           | 0          |
| S. Zadorsky  | -                       | -                       | -                       | -                       | 1              | 0              | 1              | 0              | -                     | -                     | -                     | -                     | 1        | 0      | 1           | 0          |